# 冈瓦纳鳄属
冈瓦纳鳄属（学名：gondwanasuchus）是中真鱷類中已絕滅的一屬，属于鳄形超目的諾托鱷亞目，來自晚白垩世的巴西阿達曼蒂納地質組，模式種是粗獷岡瓦納鱷（Gondwanasuchus scabrosus）。